# Phân tích Pareto
Phân tích Pareto là một kỹ thuật thống kê trong việc ra quyết định được dùng để lựa chọn trong số nhiệm vụ có giới hạn nhằm sản sinh ra hiệu ứng tổng thể đáng kể. Phân tích này sử dụng nguyên lý Pareto với ý tưởng thực thi 20% công việc thì sẽ có 80% lợi ích của việc thực hiện toàn bộ công việc được sinh ra. Trong phát triển chất lượng, thuật ngữ có thể hiểu như 80% vấn đề lớn nhất xuất phát từ 20% nguyên nhân.
Ứng dụng phân tích Pareto trong quản lý rủi ro cho phép quản lý tập trung các rủi ro có thể tác động phần lớn dự án.